# John Komlos
John Komlos (nascido em 28 de dezembro de 1944) é um historiador econômico americano de ascendência húngara e ex-detentor da Cátedra de História Econômica da  Universidade de Munique na qual esteve por dezoito anos. 
Nos anos 80, os pensamentos de Komlos foram fundamentais para o surgimento da história antropométrica, um estudo do efeito do desenvolvimento econômico sobre as expressões osultados biológicos humanos, como a estatura física . 

## Educação
Komlos recebeu um doutorado em história (1978) e um segundo doutorado em economia (1990) pela Universidade de Chicago, onde foi influenciado pelo historiador econômico Robert Fogel para pesquisar a história econômica da estatura física humana. 

## Carreira
Komlos chamou essa nova disciplina de "história antropométrica" em 1989. 
De 1984 a 1986, foi membro do Centro de População da Carolina da Universidade da Carolina do Norte em Chapel Hill . Komlos também ensinou em instituições como Harvard University, Duke University, University of North Carolina at Chapel Hill, University of Vienna e Vienna University of Economics.  Ele foi professor de economia e de história econômica na Universidade de Munique por dezoito anos antes de sua aposentadoria.
Em 2003, ele iniciou Economia e Biologia Humana como editor fundador. 
Em 2013, Komlos foi eleito membro da Cliometric Society. 
Komlos costumava escrever blogs para a PBS sobre assuntos econômicos atuais e em 2014 ele escreveu um livro-texto de economia, chamado What Every Economics Student Needs to Know.  
Em 2019, ele escreveu outro livro, Fundamentos da economia do mundo real: o que todo estudante de economia precisa saber, que defende o capitalismo com rosto humano. 